# Лейкенхіт (авіабаза)
Авіаба́за Лейкенхіт (англ. Royal Air Force Lakenheath, (IATA: LKZ, ICAO: EGUL) — військово-повітряна база Королівських ПС Великої Британії поблизу села Лейкенхіт у Саффолку, Англія, Великобританія, за 7,6 км на північний схід від Мілденхолла та за 13,4 км на захід від Тетфорда. Периметр авіабази межує з Брандоном.
Незважаючи на те, що Лейкенхіт є інсталяцією Королівських ПС, наразі в Лейкенхіті дислокуються лише підрозділи та військовий персонал Повітряних сил США. Основним крилом є 48-ме винищувальне крило, також відоме як крило «Ліберті», приписане до ПС США в Європі — ПС Африки (USAFE-AFAFRICA). Крило експлуатує F-15E Strike Eagle і F-35A Lightning II.

## Історія
Вперше аеродром Лейкенхіт-Воррен використовувався як аеродром Королівського льотного корпусу під час Першої світової війни, коли цей район був перетворений на полігон для бомбардувань і наземних ударів для літаків, що літали з аеродромів британської авіації «Фелтвелл» та «Тетфорд».
У 1940 році Міністерство авіації вибрало Лейкенхіт як альтернативу Мілденхоллу, що був неподалік, і використало його як хибний аеродром. З кінця 1941 року Лейкенхіт використовувався льотними екіпажами бомбардувальників «Шорт Стірлінг» та «Віккерс Веллінгтон».
У 1946 році почалося зростання напруженості у стосунках з Радянським Союзом у Європі, розпочиналася Холодна війна. У листопаді Президент США Гаррі С. Трумен наказав Стратегічному повітряному командуванню перекинути бомбардувальники B-29 «Суперфортресс» до Європи. Трумен вирішив переформувати Повітряні сили США в Європі (USAFE) у боєздатні сили постійної готовності. У липні 1948 року B-29 2-ї бомбардувальної групи були розгорнуті в Лейкенхіті.
У 1956 та в 1961 роках на території авіабази Лейкенхіт сталося дві авіаційні пригоди із носіями ядерної зброї.
27 липня 1956 року сталася перша з двох зареєстрованих майже ядерних аварій у Лейкенхіті, коли стратегічний бомбардувальник B-47 «Стратоджет» ПС США, під час виконання планового навчального завдання врізався в іглу-сховище біля злітно-посадкової смуги, де знаходилися три ядерні авіаційні бомби Mark-6. Іглу розірвало на частини, а літак вибухнув, обсипавши бомби, що зберігалися, палаючим авіаційним паливом. Кожна з бомб мала потужність у десять разів більшу, ніж атомна бомба «Малюк», скинута на японське місто Хіросіму під час Другої світової війни.
Друга ядерна майже катастрофа сталася в Лейкенхіті п'ять років потому, у січні 1961 року. Припаркований літак F-100 «Супер Сейбр» ПС США, споряджений водневою бомбою Mark 28, загорівся після того, як пілот випадково скинув свої паливні баки під час увімкнення двигунів, паливні баки розірвались, коли вдарилися об бетонну злітно-посадкову смугу під ними. Авіаційне паливо всередині спалахнуло, і полум'я охопило ядерну бомбу під літаком, залишивши ядерну зброю «обпаленою та покритою пухирями». Термоядерна бомба мала потужність щонайменше 70 кілотонн — у 4,7 рази потужніша за 15-кілотонну атомну бомбу «Малюк», скинуту на Хіросіму наприкінці Другої світової війни.

## Галерея

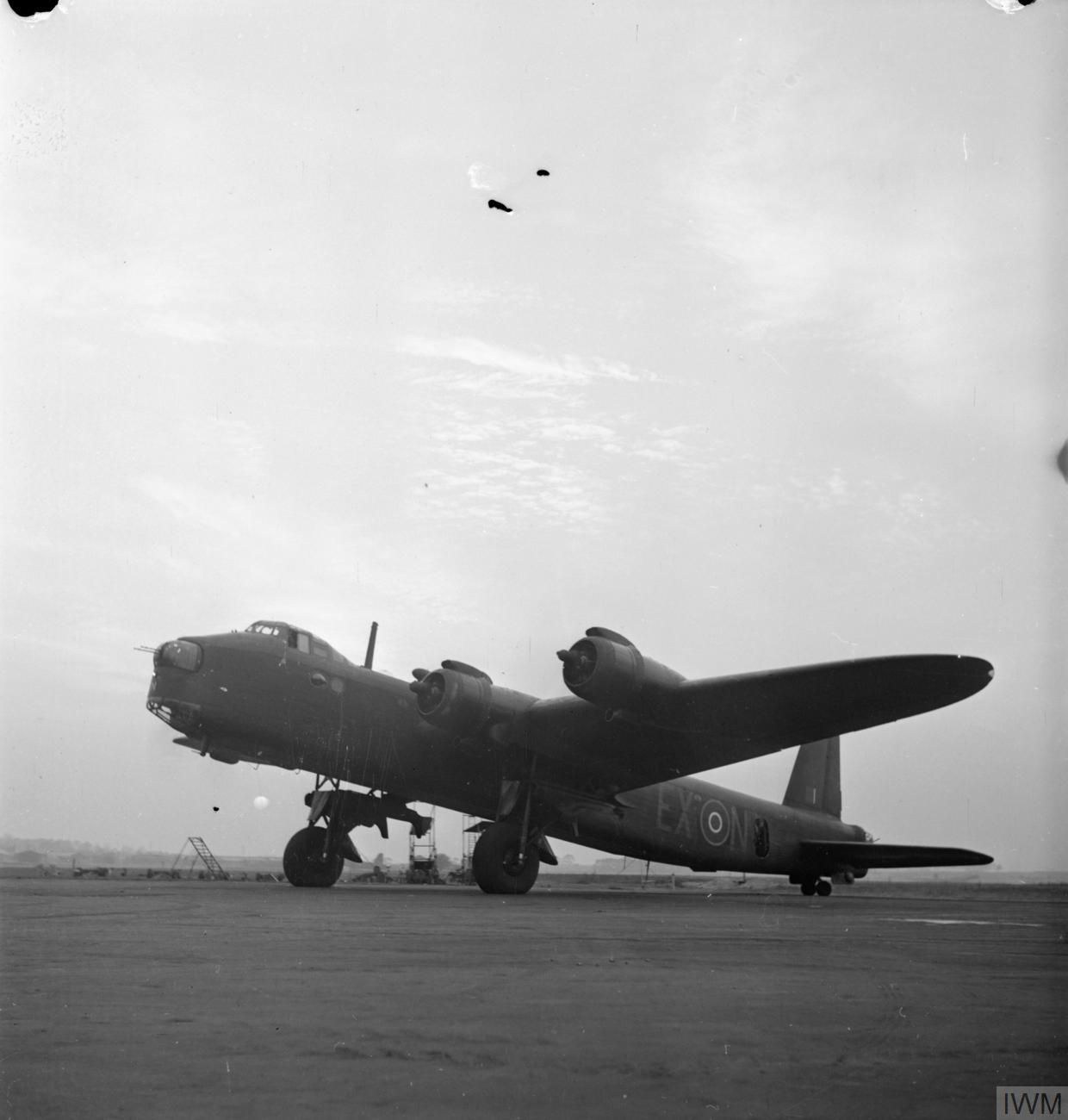
Британський бомбардувальник «Шорт Стірлінг», що базувався на базі в Лейкенхіт. Друга світова війна
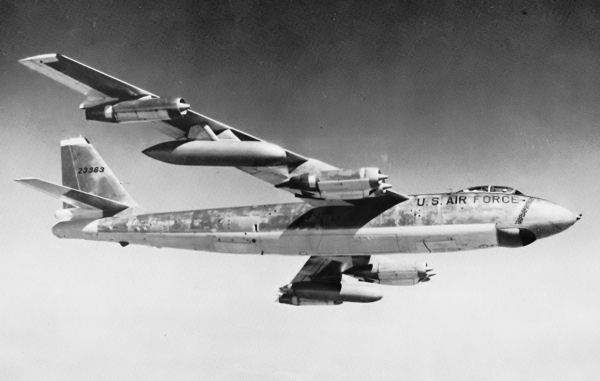
Американський стратегічний бомбардувальник Boeing B-47 Stratojet у польоті. 1950-ті
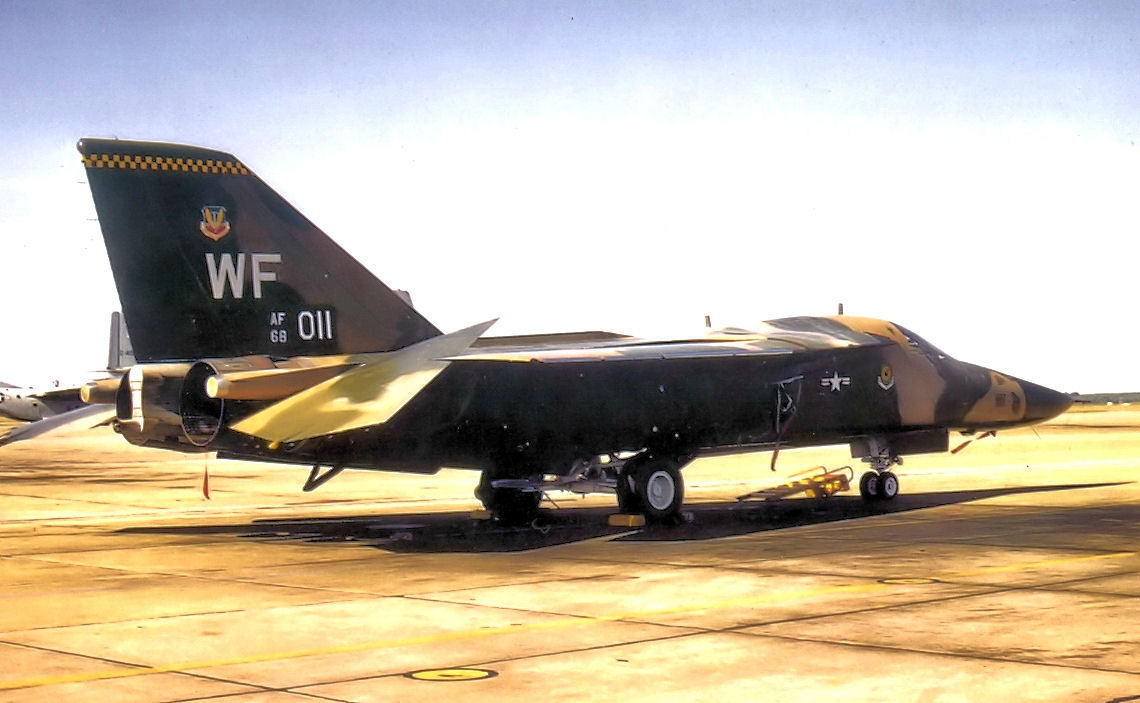
Американський багатоцільовий літак General Dynamics F-111 Aardvark. 1968
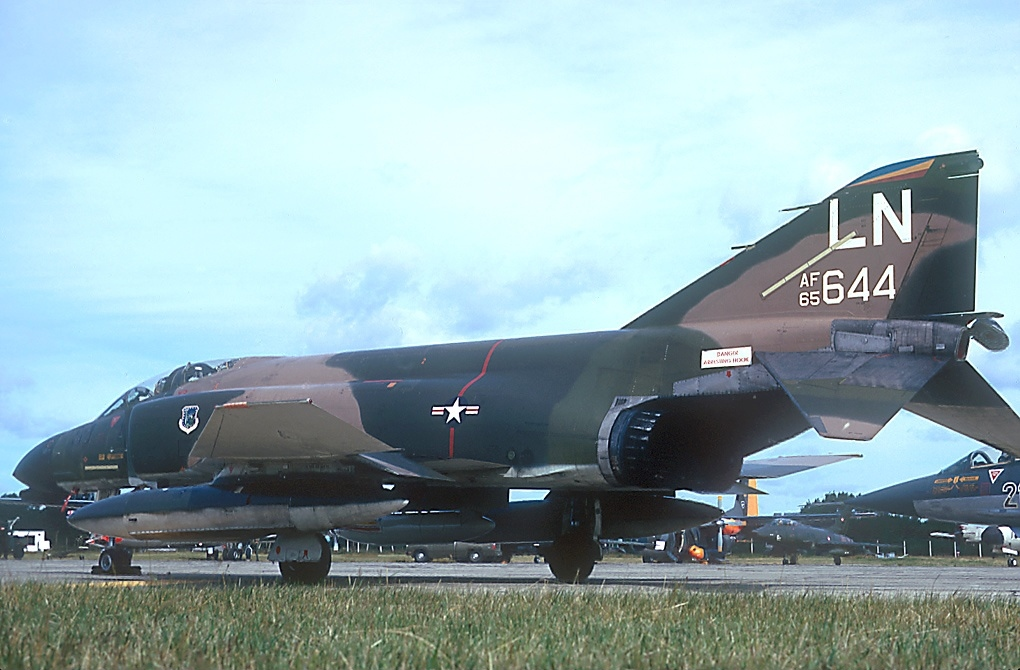
Американський винищувач-бомбардувальник F-4 Phantom II маневрує до зльоту. 6 липня 1974
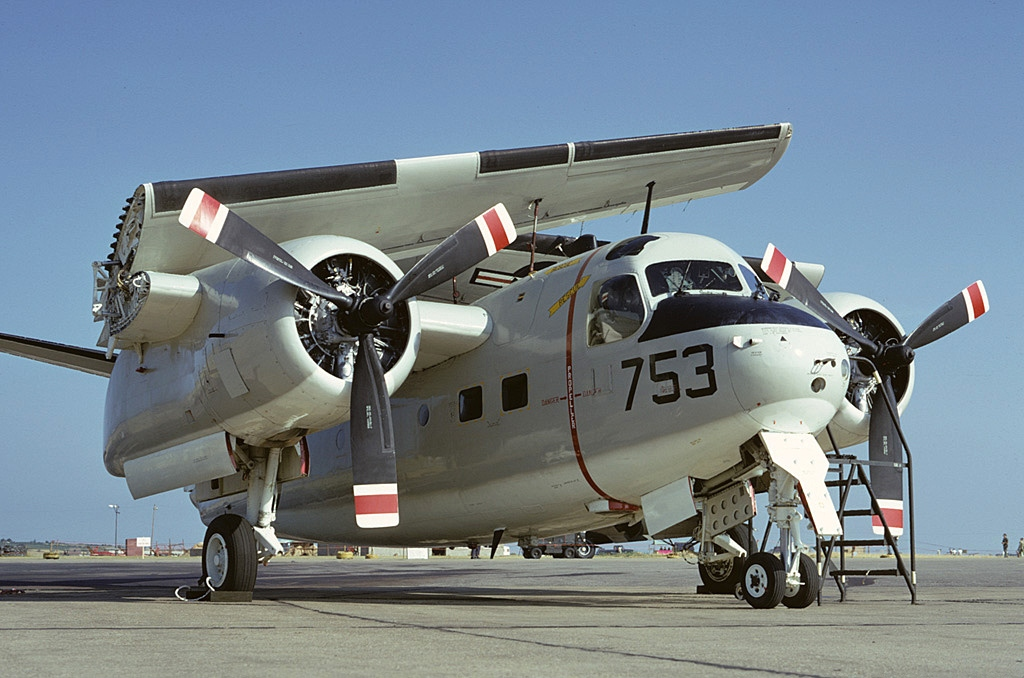
Американський палубний транспортний літак C-1 Trader у транспортній конфігурації на базі. 2 серпня 1975
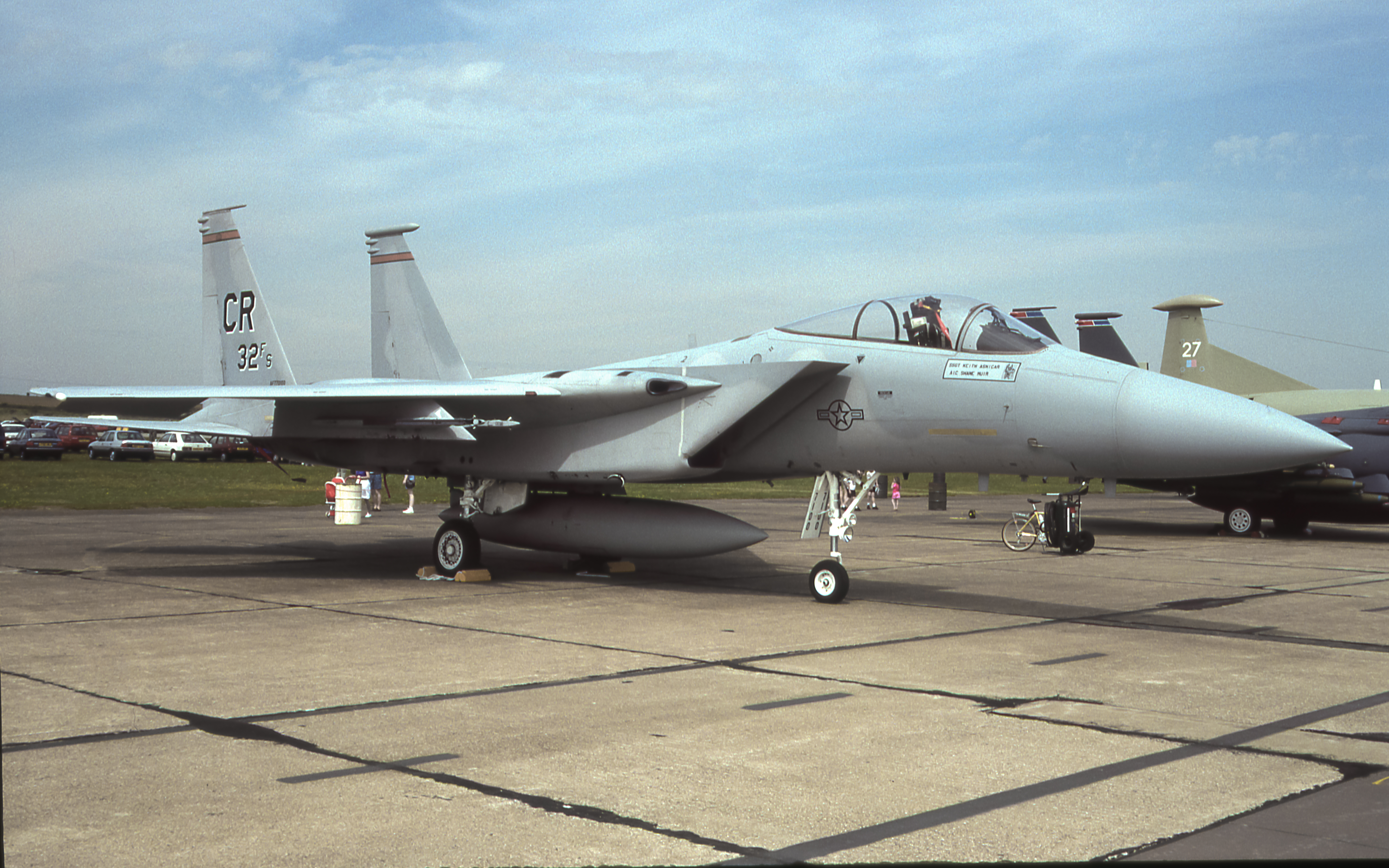
Американський винищувач F-15 Eagle на стоянці авіабази. 2 серпня 1992
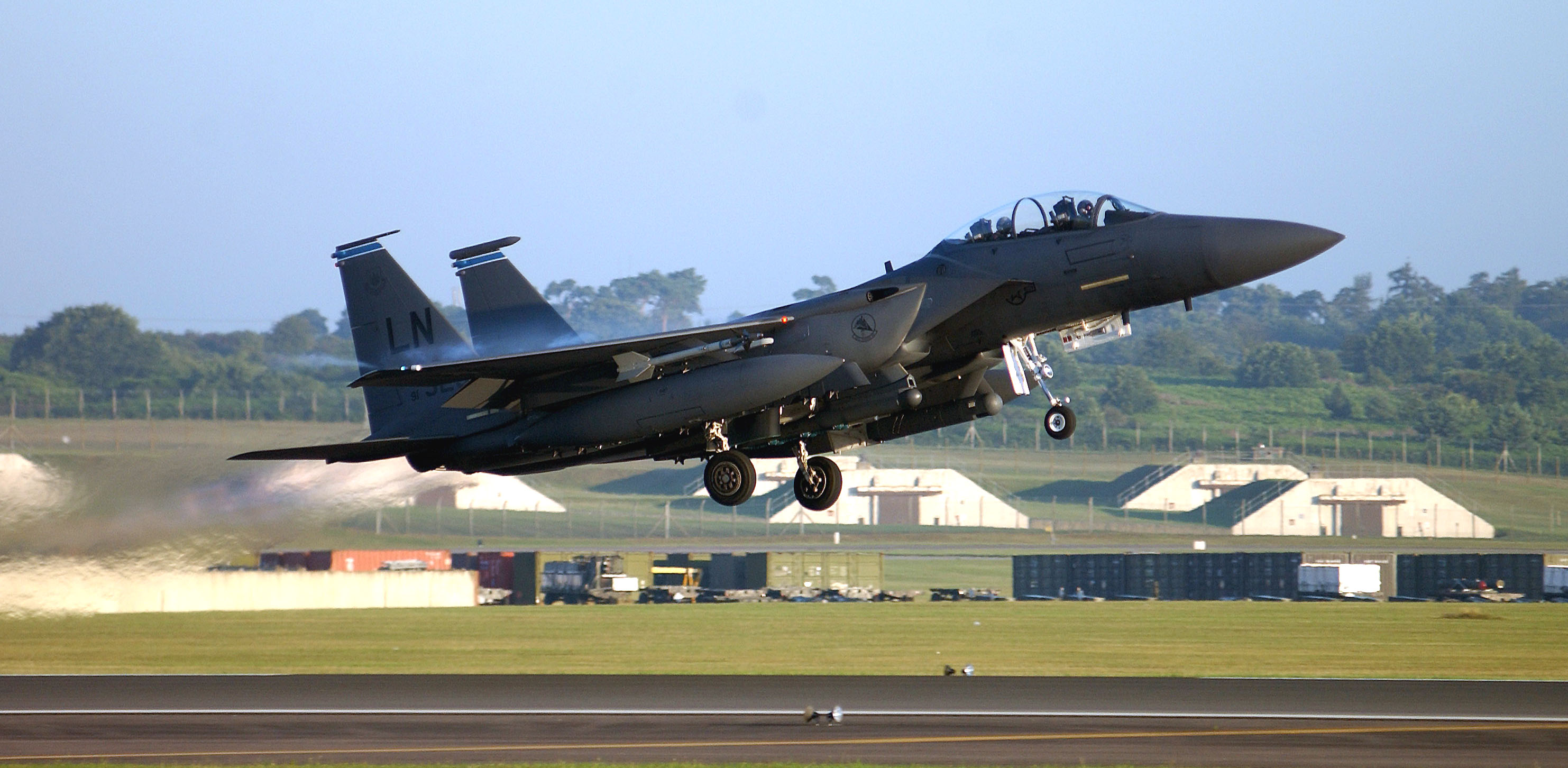
Зліт американського винищувача F-15E Strike Eagle на підтримку операції «Свобода Іраку». 14 липня 2003
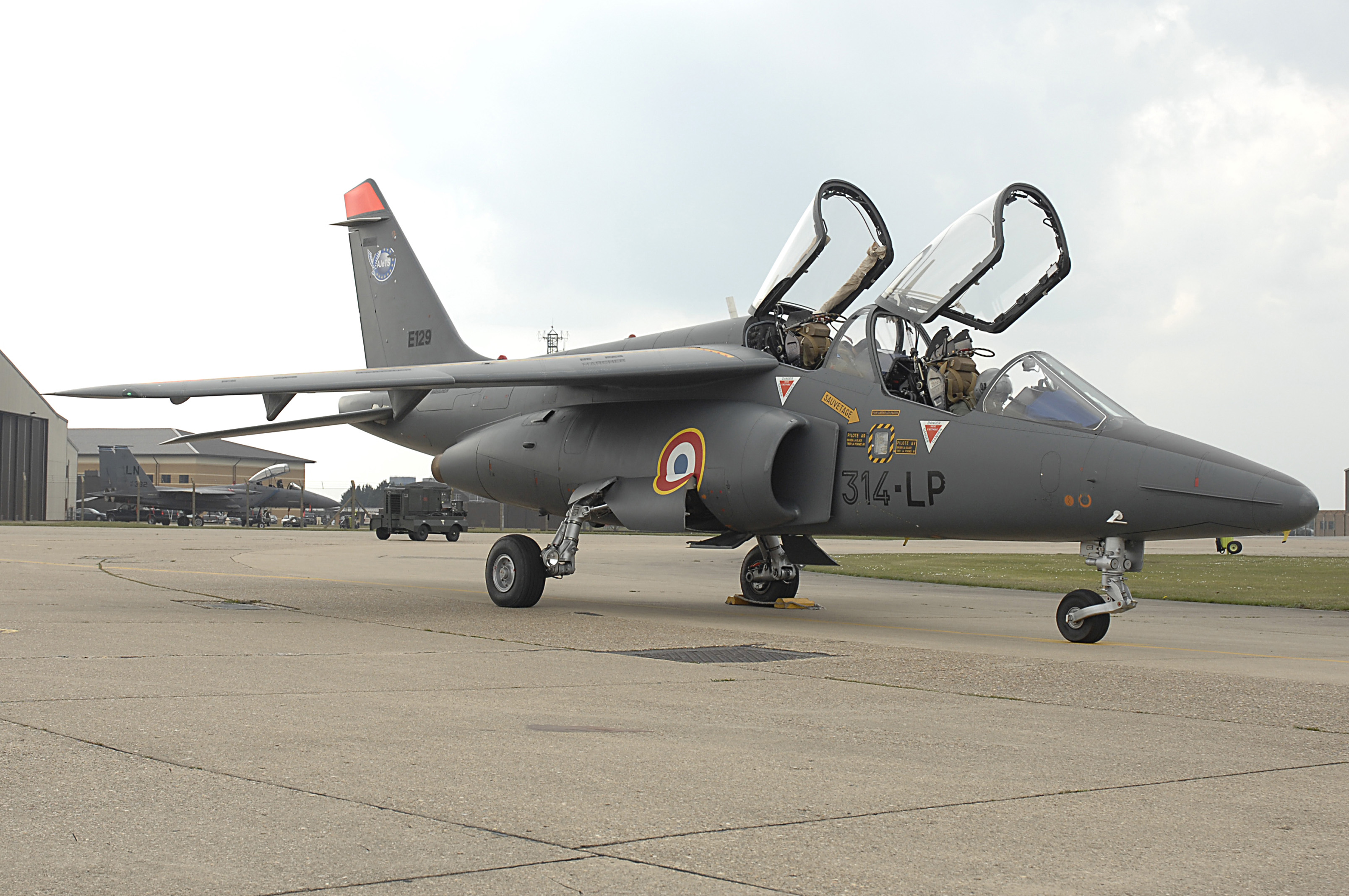
Французький штурмовик «Альфа Джет» на авіабазі, готується до зльоту. 16 квітня 2008